# شهرداری ویکیک
شهرداری ویکیک (به لاتین: Viqueque Municipality) یک منطقهٔ مسکونی در تیمور شرقی است که در تیمور شرقی واقع شده‌است. شهرداری ویکیک ۱٬۸۷۷ کیلومتر مربع مساحت دارد.